# Kitao Shigemasa

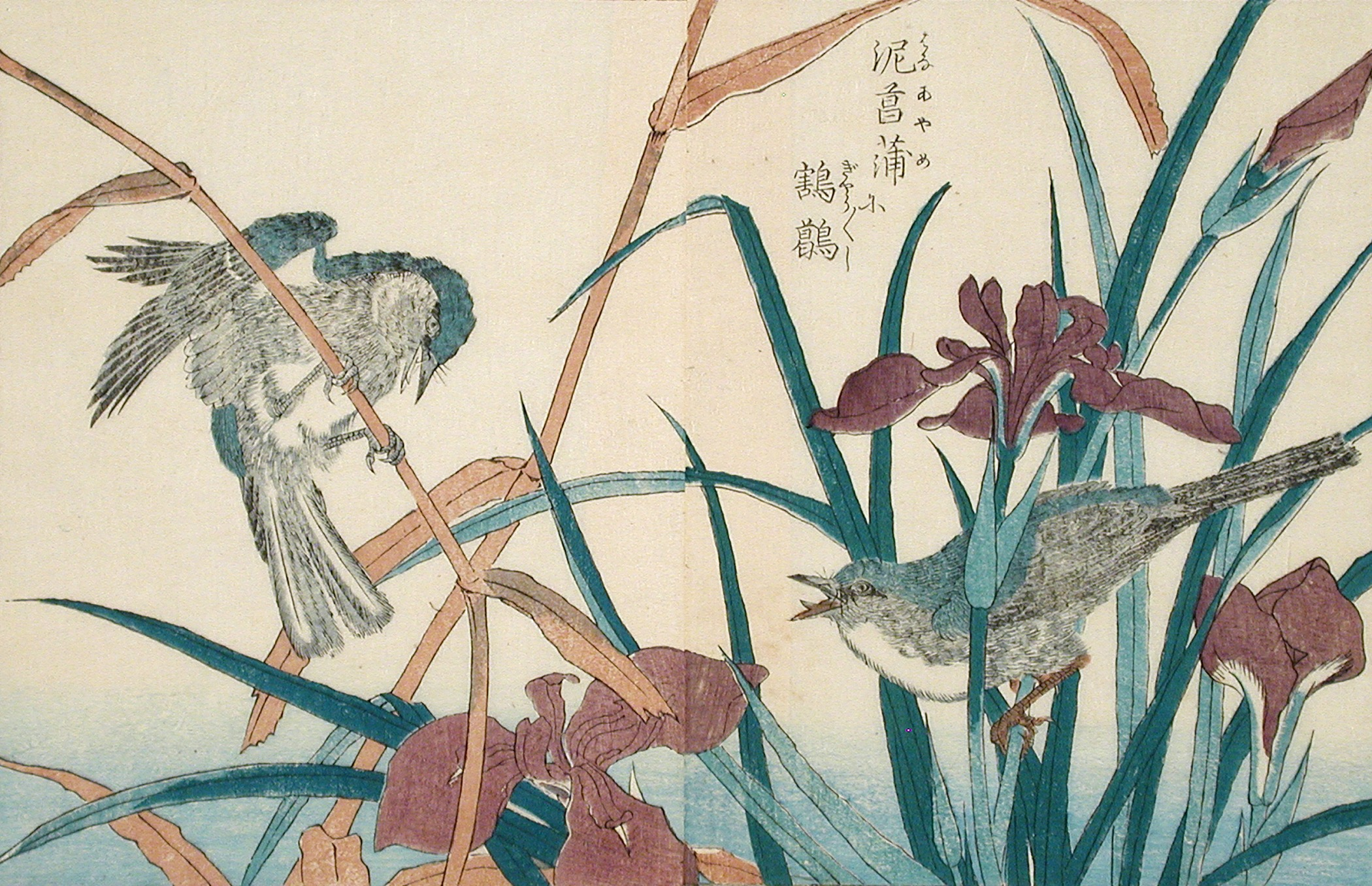
Pássaros e Iris, por Shigemasa.

Kitao Shigemasa (北尾 重政, 1739 – 1820) foi um artista japonês de ukiyo-e da cena de Edo. Foi um dos gravuristas líderes de sua época, embora muito de sua obra permaneça obscura na história do estilo artístico. Entre suas produções mais notórias, estão pinturas de gueixa. Shigemasa tem sido apelidado de "camaleão" na historiografia do ukiyo-e em decorrência da sua constante mudança de estilos, embora tenha se tornado menos produtivo após a ascensão de Torii Kiyonaga. Foram, ainda, importantes suas contribuições à poesia haikai e ao shodō. Em seus últimos anos de carreira, usou a codinome "Kosuisai".